# Pachyurus squamipennis
Pachyurus squamipennis is een straalvinnige vissensoort uit de familie van ombervissen (Sciaenidae). De wetenschappelijke naam van de soort is voor het eerst geldig gepubliceerd in 1831 door Agassiz.